# دوريان مانسوني
دوريان مانسوني (الاسم العلمي: Durio mansonii) هو نوع نباتي يتبع جنس الدوريان من فصيلة الخبازية.